# 2968 Iliya
2968 Iliya este un asteroid descoperit pe 31 august 1978 de Nikolai Cernîh.